# Thomas Mitchell Campbell

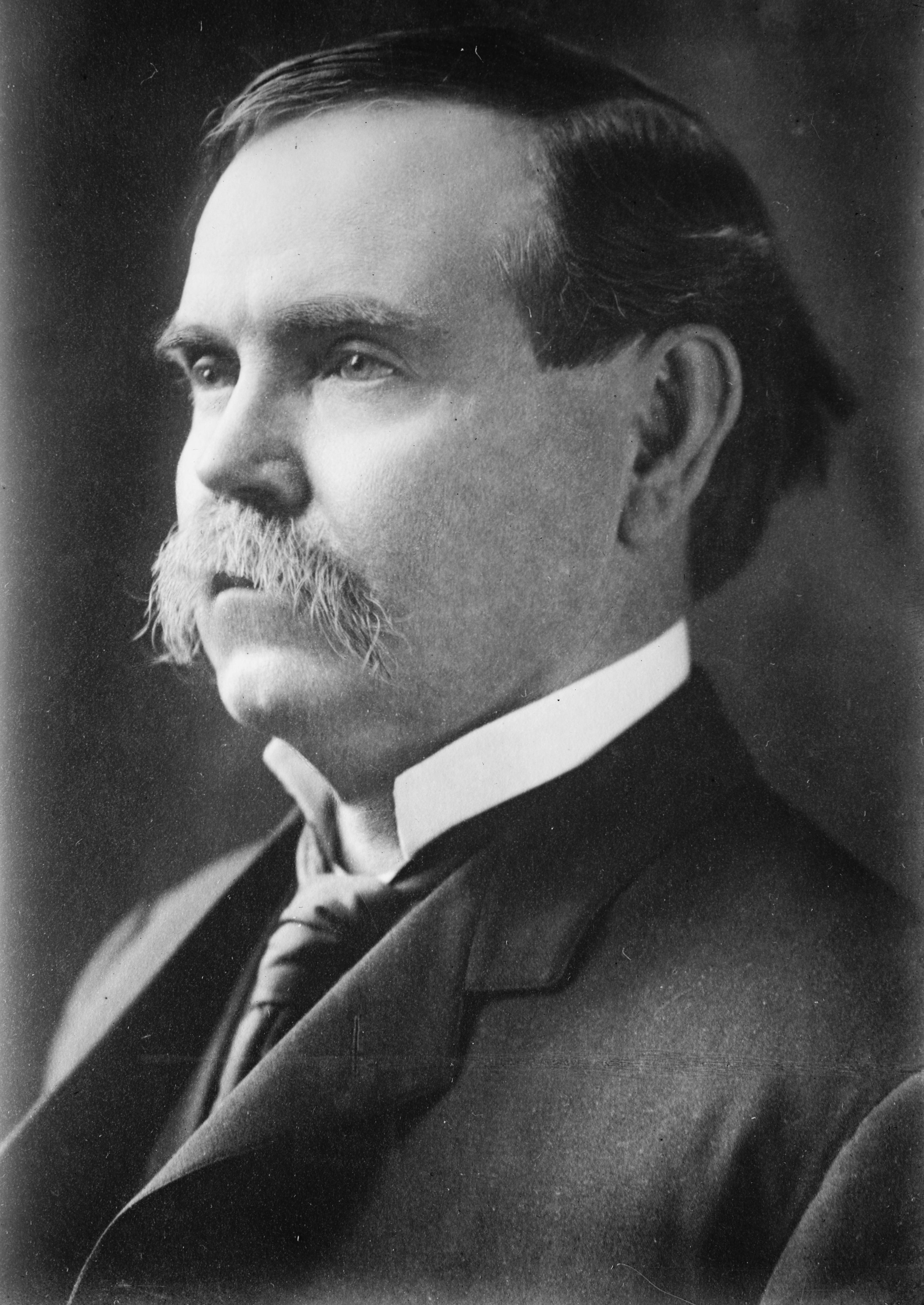
Thomas Mitchell Campbell

Thomas Mitchell Campbell (* 22. April 1856 in Rusk, Texas; † 1. April 1923 in Galveston, Texas) war ein US-amerikanischer Politiker und von 1907 bis 1911 Gouverneur des Bundesstaates Texas.

## Frühe Jahre und politischer Aufstieg
Thomas Campbell besuchte die öffentlichen Schulen seiner Heimat. Danach studierte er an der Trinity University Jura. Im Jahr 1878 wurde er als Rechtsanwalt zugelassen. Daraufhin begann er in Longview in seinem neuen Beruf zu arbeiten. Seit 1889 arbeitete er für die in finanzielle Schwierigkeiten geratene International-Great Northern Railroad. Nach der Rettung der Gesellschaft wurde er 1892 deren Manager. Sein Hauptgegner wurde der Finanzmogul Jay Gould, der sich anschickte, diese Eisenbahn unter seine Kontrolle zu bringen. Campbell war gegen Monopolstellungen und zog sich 1897 aus dem Eisenbahngeschäft zurück, um wieder als Anwalt zu arbeiten.
Campbell wurde Mitglied der Demokratischen Partei. Er teilte die liberalen Ansichten seines Freundes, des früheren texanischen Gouverneurs Jim Hogg. Dieser unterstützte ihn auch in seinem Bemühen, im Jahr 1906 das Amt des Gouverneurs zu erringen. Hogg starb zwar vor den Wahlen, aber Campbell machte sich dessen Politik im Wahlkampf zu eigen und wurde schließlich zum neuen Gouverneur seines Staates gewählt.

## Gouverneur von Texas
Thomas Campbell trat sein neues Amt am 15. Januar 1907 an und konnte es nach einer Wiederwahl im Jahr 1908 bis zum 17. Januar 1911 ausüben. In seiner Amtszeit wurden einige Reformgesetze erlassen. Darunter waren auch einige Anti-Trust-Gesetze. Ein Lebensmittelkontrollgesetz sollte die Qualität der Lebensmittel sicherstellen. Die Macht der Lobbyisten wurde eingeschränkt und die Finanzierung das Bildungsbudget erhöht. Darüber hinaus entstanden in Texas neue Ministerien zur Kontrolle der Banken und Versicherungen, zur statistischen Erhebung des Arbeitsmarktes sowie zur Aufarbeitung der Geschichte des Staates. Auch das Verleihsystem von Sträflingen zum Arbeitseinsatz wurde abgeschafft.

## Weiterer Lebenslauf
Nach dem Ende seiner Gouverneurszeit wurde Campbell wieder als Rechtsanwalt tätig. Im Jahr 1916 kandidierte er erfolglos für einen Sitz im US-Senat. Gouverneur Campbell starb im Jahr 1923. Mit seiner Frau Fannie Irene Bruner hatte er fünf Kinder.